# فهرست میراث جهانی در بولیوی
میراث جهانی در بولیوی تا ژانویه ۲۰۲۵ شامل ۷ اثر در این کشور است. بولیوی همچنین دارای پنج سایت دیگر در فهرست آزمایشی است. اولین سایتی که در بولیوی فهرست شد، شهر پوتوسی در سال ۱۹۸۷ بود. ایالت چندملیتی بولیوی در تاریخ ۴ اکتبر ۱۹۷۶ پیمان را پذیرفت، و این امر باعث شد سایت‌های تاریخی آن واجد شرایط قرارگیری در فهرست شوند.
سایت‌های میراث جهانی سازمان آموزشی، علمی و فرهنگی سازمان ملل متحد، یونسکو مکان‌هایی هستند که دارای اهمیت فرهنگی یا طبیعی هستند، همان‌طور که در پیمان‌نامه میراث جهانی، که در سال ۱۹۷۲ تأسیس شده، شرح داده شده است.
میراث فرهنگی شامل بناهای تاریخی مانند آثار معماری، مجسمه‌ها، کتیبه‌ها، مجموعه‌های ساختمانی و محوطه‌های باستانی است. از سوی دیگر، میراث طبیعی به ویژگی‌های فیزیکی و زیستی، شکل‌های زمین‌شناسی و زیستگاه گونه‌های در خطر انقراض حیوانات و گیاهان اطلاق می‌شود. همچنین مکان‌هایی که از نظر علمی، حفاظتی یا زیبایی طبیعی اهمیت دارند، جزو میراث طبیعی به‌شمار می‌روند.
پارک ملی نوئل کمپف مرکادو یک میراث طبیعی است و شش سایت دیگر به دلیل ویژگی‌های فرهنگی آن‌ها فهرست شده‌اند. سیستم راه‌های اینکا یک میراث فراملی است که به نام سیستم راه‌های آند شناخته می‌شود و با پنج کشور دیگر شامل آرژانتین، شیلی، کلمبیا، اکوادور و پرو به اشتراک گذاشته شده است.

## میراث جهانی
سایت‌ها با ده معیار فهرست می‌شوند. هر ورودی باید دست‌کم یکی از معیارها را داشته باشد.
| # | نگاره | نام                                | موقعیت     | سال  | ش ثبتمعیارها          | شرح | م      |
| ۱ |       | شهر پوتوسی                         | پوتوسی     | ۱۹۸۷ | ۴۲۰(ii)(vi)(iv)       | پوتوسی، واقع در ارتفاع ۴۰۰۰ متری در آند، از یک روستای کوچک پیشا-اسپانیایی به یک مجتمع صنعتی عمده توسط استعمارگران اسپانیایی پس از سال ۱۵۷۲ تبدیل شد. ذخایر نقره سرو ریکو توسط نیروی کار اجباری از جمعیت بومی تحت سیستم میتا استخراج می‌شد. علاوه بر زیرساخت‌های معدن‌کاری، ساختمان‌ها و بناهای بسیاری حفظ شده‌اند. یک سبک معماری مهمی که به نمایش گذاشته شده است، به نام باروک آندی شناخته می‌شود، که نمایانگر ترکیبی از تأثیرات اروپایی و آندی است. | [ ۵ ]  |
| ۲ |       | مأموریت‌های یسوعیان در چیکیتوس      | سانتا کروز | ۱۹۹۰ | ۵۲۹(iv)(v)            | در قرون ۱۷ و ۱۸ میلادی، یسوعیان چندین مأموریت را برای تبدیل قبایل محلی به مسیحیت تأسیس کردند. این مأموریت‌ها پس از اخراج یسوعیان از آمریکای جنوبی در سال ۱۷۶۷ جان سالم به در بردند، هرچند که چندین مأموریت از بین رفته‌اند. شش مأموریت به عنوان سایت‌های میراث جهانی فهرست شده‌اند. ویژگی‌های مشترک آنها کلیساهای بزرگ با سقف‌های دو شیب است. آنها عمدتاً از سازه‌های چوبی ساخته شده‌اند، به جز سن خوزه د چیکیتوس که از سنگ ساخته شده است. هنر در کلیساها ترکیبی از سنت‌های مسیحی و محلی را به نمایش می‌گذارد. کلیسای کنسپسیون در تصویر نمایش داده شده است.                                           | [ ۶ ]  |
| ۳ |       | شهر تاریخی سوکره                   | چوکیساکا   | ۱۹۹۱ | ۵۶۶(v)                | سوکر توسط اسپانیایی‌ها در سال ۱۵۳۸ تأسیس شد و در سال ۱۸۳۹ به عنوان اولین پایتخت بولیوی اعلام شد. ساختمان‌هایی که بین قرون ۱۶ و ۱۹ ساخته شده‌اند، ترکیبی از سبک‌های اروپایی که از اسپانیا آورده شده و سنت‌های محلی را نشان می‌دهند. ساختمان‌های مهم شامل کلیسای جامع متروپولیتن سوکره، چندین کلیسا و خانه آزادی هستند که نقش مهمی در مبارزه برای استقلال ایفا کردند. | [ ۷ ]  |
| ۴ |       | ال فورت د سامایپاتا                | سانتا کروز | ۱۹۹۸ | ۸۸۳(iii)(ii)          | سایت باستان‌شناسی شامل بقایای یک شهر اینکا و پیش از اینکا و یک سازه بزرگ سنگ ماسه‌ای مونو لیتیک در بالای شهر است که دارای حجاری‌های سنگی فراوانی است. اولین آثار حضور انسانی به حدود سال ۳۰۰ بازمی‌گردد. حجاری‌ها به عنوان نشانه‌های مراسمی و آیینی تفسیر شده‌اند. آنها حیوانات و اشکال هندسی را به تصویر می‌کشند. در قرن ۱۴، این منطقه توسط اینکاها اشغال شد که آن را به یک مرکز استانی تبدیل کردند. پس از فتح شدن این مکان توسط اسپانیا، این مکان به یک پست توقف مهم در مسیر معادن پوتوسی تبدیل شد.                                                                                              | [ ۸ ]  |
| ۵ |       | مرکز معنوی سیاسی فرهنگی تیاهواناکو | لاپاز      | ۲۰۰۰ | ۵۶۷ (iv)(iii)         | تیاهواناکو پایتخت امپراتوری هم‌نام بود که در جنوب آند بین سال‌های ۴۰۰ تا ۹۰۰ شکوفا شد، تا زمانی که در نیمه اول قرن دوازدهم فروپاشید. از جمله بناهای باقی‌مانده از این شهر می‌توان به تپه‌هایسکویی آکاپانا و پوماپونکو، معبد کالاساسایا و دروازه خورشید اشاره کرد. مردم تیاهواناکو در کار با سنگ بسیار ماهر بودند. آن‌ها همچنین نوآوری‌های کشاورزی مانند تراس مصنوعی (زیرساخت) را به منطقه معرفی کردند. | [ ۹ ]  |
| ۶ |       | پارک ملی نوئل کمف مرکادو           | سانتا کروز | ۲۰۰۰ | ۹۶۷ (x)(ix)           | پارک ملی در حوضه آمازون انواع مختلفی از زیستگاه‌ها را شامل می‌شود، از جنگل‌های بارانی گرمسیری، جنگل نواری، ساواناها، باتلاق‌ها، جنگل‌های خشک نیمه‌خزان‌دار و زیستگاه‌های سرادو در فلات هوآنچاکا که برای میلیون‌ها سال جدا شده‌اند. این پارک خانه‌ای برای ۶۰۰ گونه پرنده و هزاران گونه گیاهی است. | [ ۱۰ ] |
| ۷ |       | کهاپاگ نیان: سیستم راه‌های آند      | لاپاز      | ۲۰۱۴ | ۱۴۵۹(iii)(vi)(ii)(iv) | سیستم جاده‌ای اینکا یک سیستم جاده‌ای وسیع پیش از اینکا و اینکا است که بیش از ۳۰٬۰۰۰ کیلومتر (۱۹٬۰۰۰ مایل) در سراسر آند گسترش یافته است. این جاده‌ها کوه‌های بلند را به جنگل‌های بارانی، سواحل، دره‌ها و بیابان‌ها متصل می‌کنند. سیستم جاده‌ای شکل دهنده شاهرگ حیاتی امپراتوری اینکا بود و امکان حمل و نقل و تبادل کالا، همچنین حرکت پیام‌رسان‌ها، مسافران و حتی ارتش‌ها را فراهم می‌کرد. این سایت شامل ۲۷۳ اجزا است که شامل ساختارهایی مانند جاده‌ها، پل‌ها، کانال‌ها و زیرساخت‌های پشتیبانی می‌شود، که سه تا از آن‌ها در بولیوی قرار دارند. این سایت به اشتراک با آرژانتین، شیلی، کلمبیا، اکوادور و پرو است. | [ ۱۱ ] |

## فهرست آزمایشی
علاوه بر سایت‌های ثبت شده در فهرست میراث جهانی، کشورهای عضو می‌توانند فهرستی از سایت‌های آزمایشی داشته باشند که ممکن است برای نامزدی در نظر بگیرند. نامزدی‌ها برای فهرست میراث جهانی تنها در صورتی پذیرفته می‌شوند که سایت قبلاً در فهرست آزمایشی قرار گرفته باشد.
بولیوی ۵ مکان در فهرست آزمایشی خود دارد.
| # | نگاره                                                | نام             | موقعیت    | سال  | ش ثبتمعیارها         | شرح | م             |
| ۱ |                                                      | پارک ملی ساجاما | اورورو    | ۲۰۰۳ | ۱۸۱۳                 | در سال ۱۹۳۹، منطقه پارک ملی ساجاما به علت وجود جنگل‌های منحصربه‌فرد پولی‌لیپیس تومنتلا که در ارتفاعات بالا رشد می‌کنند، تحت حفاظت قرار گرفت. این منطقه عمدتاً توسط مردم آیمارا سکونت دارد که سبک زندگی سنتی خود را که بر پایه دامداری و ریسندگی نخ است، حفظ کرده‌اند، زیرا به دلیل اقلیم سخت، زمین برای کشاورزی مناسب نیست. دیگر ویژگی‌های برجسته پارک ملی ساجاما شامل چشمه‌های آب گرم، غارهای دارای نقاشی‌های قدیمی و ساختمان‌های تدفینی پیشاکلمبی است.           | [ ۱۳ ]        |
| ۲ |                                                      | پولاکایو        | پوتوسی    | ۲۰۰۳ | ۱۸۱۴(iii)(vi)(iv)    | پولاکایو در اطراف معدن هوآنچاکا، دومین معدن بزرگ نقره در جهان که در نیمه دوم قرن نوزدهم فعال بود، شکل گرفت. این معدن به انیسیتو آرسه، یک سرمایه‌دار بزرگ استخراج نقره و بیست و دومین رئیس‌جمهور بولیوی، تعلق داشت. ثروت حاصل از این معدن باعث پیشرفت کشور شد، از جمله ساخت اولین راه‌آهن‌ها و معرفی موتورهای بخار به فرایند استخراج. اگرچه استخراج معدن همچنان ادامه دارد، زیرساخت‌ها و مناظر آن به خوبی حفظ شده‌اند. تصویری تاریخی از سال ۱۸۸۰ نیز موجود است. | [ ۱۴ ]        |
| ۳ | این تصویر، کامینو پرینسیپال به سوی محل را نشان می‌دهد | اینگالاکتا      | کوچوبامبا | ۲۰۰۳ | ۱۸۱۵(ii)(iii)(iv)(v) | شهر مستحکم اینکالاجتا یکی از مهم‌ترین سایت‌های اینکا در بولیوی بود. این شهر در نیمه دوم قرن پانزدهم توسط توپان اینکا یوپانکی ساخته شد. امروزه این مکان به عنوان یک سایت باستان‌شناسی با بقایای حدود ۴۰ ساختمان سنگی، استحکامات و کالانکا - که یک ساختمان بزرگ به طول ۷۰ متر (۲۳۰ فوت) است - حفظ شده است. | [ ۱۵ ]        |
| ۴ |                                                      | تپهٔ دایناسور    | چوکیساکا  | ۲۰۰۳ | ۱۸۱۶(viii)           | ردپاهای دایناسورها در کل اورکو مربوط به دوره کرتاسهٔ پسین، یعنی حدود ۶۸ میلیون سال پیش است. این ردپاها به علت پوشیده شدن با خاکستر حاصل از فوران آتشفشانی حفظ شدند و از فرسایش در امان ماندند. | [ ۱۶ ]        |
| ۵ |                                                      | دریاچه تیتیکاکا | لاپاز     | ۲۰۰۳ | ۱۸۱۷                 | دریاچه تیتیکاکا یک دریاچه بزرگ آب شیرین در مرز بولیوی و پرو است و در ارتفاع ۳۸۱۰ متر (۱۲۵۰۰ فوت) قرار دارد. چندین رودخانه از کوه‌ها این دریاچه را تغذیه می‌کنند. سواحل دریاچه از هزاران سال پیش مسکونی بوده و سایت‌های باستان‌شناسی متعددی از تمدن‌هایی مانند اینکا و تیاهواناکو در این منطقه وجود دارند. همچنین ساختمان‌هایی از دوره استعمار در این منطقه پیدا می‌شوند. این دریاچه نیز در فهرست موقت پرو قرار دارد.                                            | [ ۱۷ ] [ ۱۸ ] |